# Luco dos Ástures
Luco dos Ástures (em latim: Lucus Asturum) foi uma antiga cidade romana situada no território da paróquia de Lugo de Llanera, na comunidade autônoma das Astúrias, na Espanha. Antes de pertencer aos romanos, esta localidade foi habitada pelos lugões, uma das tribos Ástures. A primeira citação histórica a Luco dos Ástures é na obra de Ptolemeu, que classifica-a como uma pólis. Segundo a Cosmografia de Ravena do século VII, fazia parte de uma série de cidades (cividades) em torno de Bracara Augusta. Foi conquistado por Muça ibne Noçáir, governante muçulmano, no século VIII.
Várias intervenções arqueológicas na área em torno de Lugo de Llanera no último século trouxeram à luz, segundo relatos, restos de edifícios e muralhas, pedaços de colunas e abóbadas, moedas de cobre e prata, ladrilhos circulares e fragmentos de mosaicos. Elias Quiros Tuñón faz referência a duas inscrições, enquanto Constantino Cabal reconhece-as, e afirma que fazem referência ao imperador Numeriano (r. 283–284), filho de Marco Aurélio Caro (r. 282–283). Cabal relaciona as inscrições com o miliário de Numeriano disposto na via entre Astúrica Augusta e Luco Augusto, passando por Luco dos Ástures.
Nos anos 1940, escavações foram realizadas nas imediações da desaparecida Igreja de Santa Maria de Lugo de Llanera. Segundo D. José Cuesta Fernández e D. José Fernández Menéndez, foram encontrados restos de ladrilhos romboidais e arredondados, próprios de suspensuras de hipocaustos atualmente no Museu Arqueológico de Oviedo. Em 1981, a Universidade de Oviedo realizou escavações próximos da igreja. Segundo os relatórios de Armando Fernández, detectaram-se fragmentos de terra sigillata, lisa e decorada.